# Valentino Gasparella
Valentino Gasparella   (Isola Vicentina, 30 de juny de 1935) és un ciclista italià, ja retirat, que fou professional entre 1960 i 1967. Es dedicà principalment a les proves de velocitat de ciclisme en pista.
Fou com a ciclista amateur quan aconseguí els seus principals èxits esportius: dues medalles olímpiques, una d'or i una de bronze, i dos campionats del món de velocitat amateurs. El 1956, a Melbourne, guanyà la medalla d'or en la prova de persecució per equips, junt a Antonio Domenicali, Leandro Faggin i Franco Gandini. El 1960, a Roma, guanyà la medalla de bronze en la prova de velocitat individual, per darrere de Sante Gaiardoni i Leo Sterckx.

## Palmarès
- 1956
  -  Medalla d'or als Jocs Olímpics de Melbourne en persecució per equips
- 1958
  -  Campió del món de velocitat amateur
  - 1r al Gran Premi de París en velocitat amateur
  - 1r al Gran Premi de Copenhaguen, velocitat amateur
- 1959
  -  Campió del món de velocitat amateur
  - 1r al Gran Premi de París en velocitat amateur
  - 1r al Gran Premi de Copenhaguen, velocitat amateur
- 1960
  -  Medalla de bronze als Jocs Olímpics de Roma en velocitat individual